# Euclimacia celebica
Euclimacia celebica is een insect uit de familie van de Mantispidae, die tot de orde netvleugeligen (Neuroptera) behoort. 
Euclimacia celebica is voor het eerst wetenschappelijk beschreven door Handschin in 1961.